# Lycia denhami
Lycia denhami là một loài bướm đêm trong họ Geometridae.